# اوردون
اوردون (به انگلیسی: Everdon) یک روستا و محله مدنی در بریتانیا است که در Daventry واقع شده‌است. اوردون ۳۵۶ نفر جمعیت دارد.